# Joop van den Ende Academy
Die Joop van den Ende Academy war eine 2003 gegründete private Berufsfachschule in der Speicherstadt Hamburg und bot eine staatlich anerkannte Berufsausbildung zum Musicaldarsteller an. Die Schule trug den Namen des Gründers Joop van den Ende. Die Schule schloss im Sommer 2016.

## Geschichte
Mit der Eröffnung der Ausbildungsstätte am 1. September 2003 in der Hamburger Speicherstadt schuf die Produktionsfirma Stage Entertainment eine Möglichkeit, junge Talente auf die Arbeit im Musicalbetrieb vorzubereiten. Mit dem Wintersemester 2011/2012 stellte die Schule das Ausbildungssystem um. Eine Aufnahme war seitdem nur noch über ein Vollstipendium möglich, das der Förderverein „Freunde der Joop van den Ende Academy“ vergab. So musste das monatliche Schulgeld in Höhe von 1000 Euro nicht mehr von den Schülern selbst getragen werden. Um die Qualität der Ausbildung zu gewährleisten, wurde zudem die Zahl der Ausbildungsplätze von 16 auf 10 pro Jahrgang reduziert.
Im Januar 2016 wurde bekannt, dass die Berufsfachschule aufgrund von Sparmaßnahmen geschlossen wird. Zum Zeitpunkt der Bekanntgabe waren 24 Auszubildende eingeschrieben.

## Ausbildung
Die Dauer der Ausbildung betrug in der Regel drei Jahre. Pro Jahrgang wurden maximal 10 (bis 2011 16) Auszubildende aufgenommen. Der Unterricht, der hauptsächlich aus den drei Bereichen „Schauspiel“, „Gesang“ und „Tanz“ bestand, wurde von einem internationalen Dozententeam abgehalten, von dem die meisten neben ihrer Tätigkeit an der Schule selbst in Musical- oder Theaterproduktionen auf der Bühne standen. Dadurch sollte eine möglichst große Praxisnähe der Ausbildung erreicht werden.

## Dozenten
- Monty Arnold (* 1967)
- Silke Braas (* 1978)
- Robin Brosch (* 1967)
- Annika Bruhns (* 1966)
- Sören Fenner (* 1967)
- Ethan Freeman (* 1959)
- Kasper Holmboe (* 1973)
- Peter Löscher (* 1938)
- Perrin Manzer Allen
- Zapo Schwalbe (* 1942)
- Femke Soetenga (* 1980)
- Kirsten Sprick (* 1962)
- Ulrich Wiggers (* 1955)
- Andreas Zaron (* 1965)

## Bekannte Absolventen
- Abla Alaoui (* 1990)
- Michael Ernst (* 1984)
- Oliver Frischknecht (* 1979)
- Chiara Fuhrmann (* 1995)
- Riccardo Greco (* 1987)
- Anna Christiana Hofbauer (* 1988)
- Tobias Joch (* 1991)[4]
- Alexander Klaws  (* 1983)[5]
- Charles Kreische (* 1995)
- Marcus G. Kulp (* 1983)
- Martin Markert (* 1982)
- Nadja Scheiwiller (* 1985)
- Zodwa Selele (* 1978)
- Janine Tippl (* 1982)
- Anne-Catrin Wahls (* 1985)
- Sabrina Weckerlin (* 1986)
- Marlon Wehmeier (* 1991)

## Dokumentation
Von 2003 bis 2004 lief samstagnachmittags im ZDF die 13-teilige Doku-Reihe Stage Fever – Bühne fürs Leben, die den Alltag an der Schule zeigte und die Schüler bei ihrer Ausbildung und in ihrer Freizeit porträtierte.